# Jabłonowski-Palast

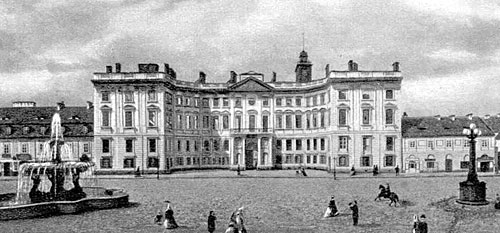
Ansicht von der Platzseite etwa um 1862 (vor Beschädigung im Januaraufstand), noch mit flachem Dach und ohne großen Glockenturm

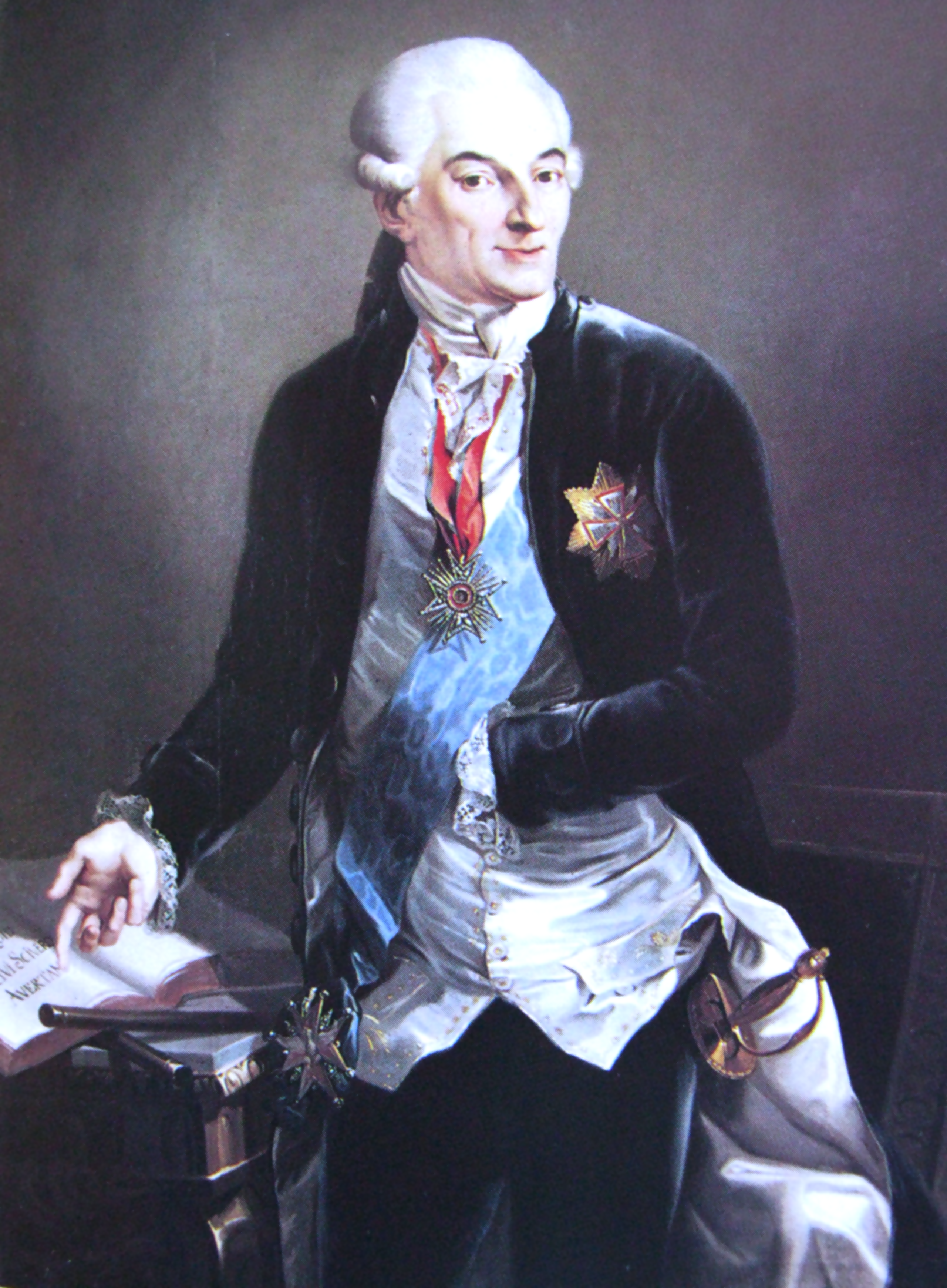
Fürst Antoni Barnaba Jabłonowski (1732–1799)

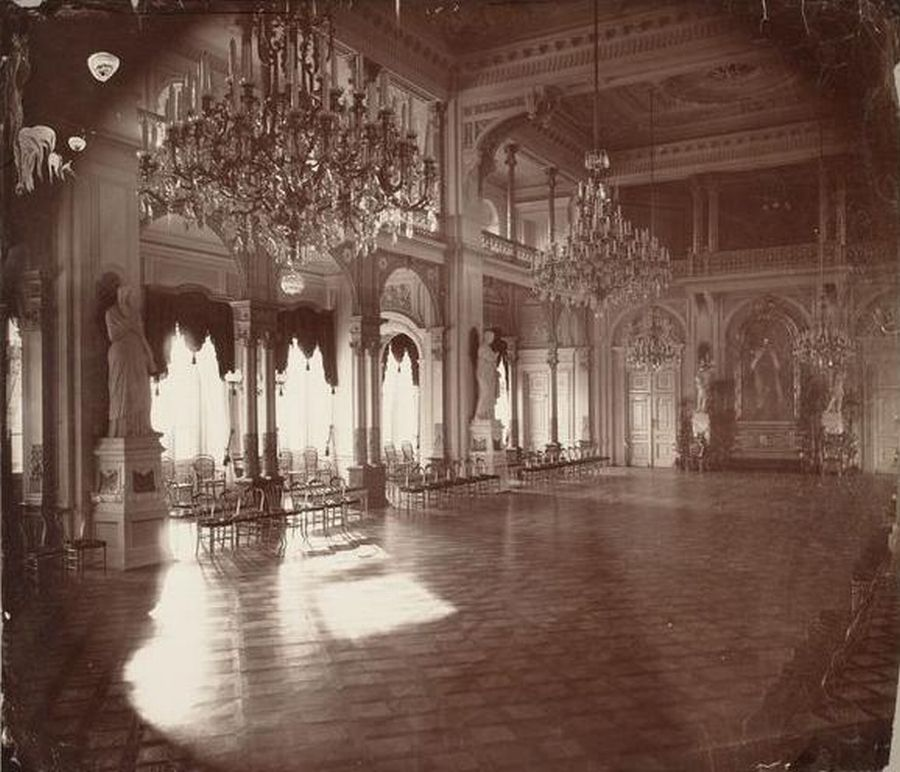
Der Ballsaal des Rathauses um das Jahr 1870

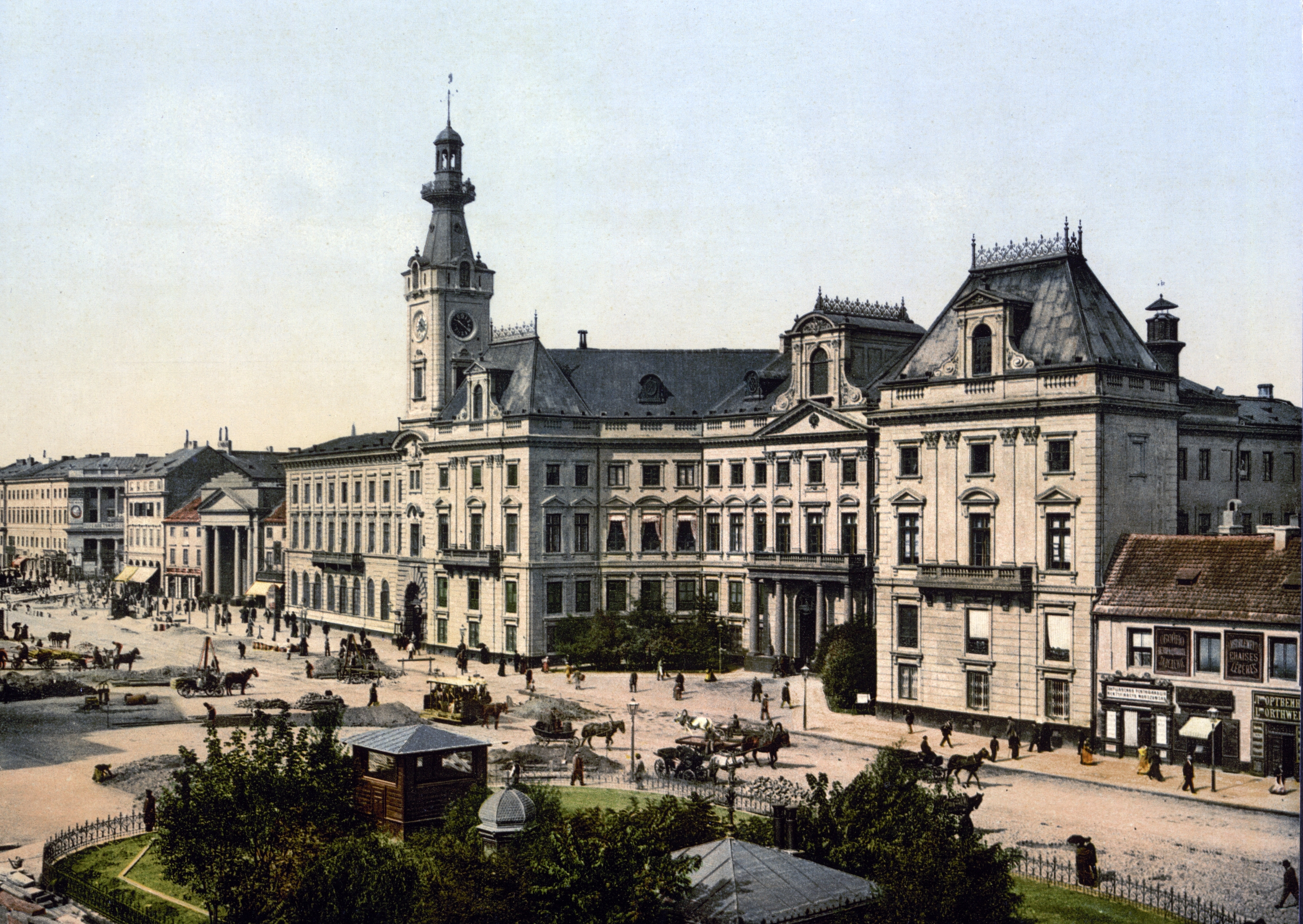
Der Palast etwa um 1900

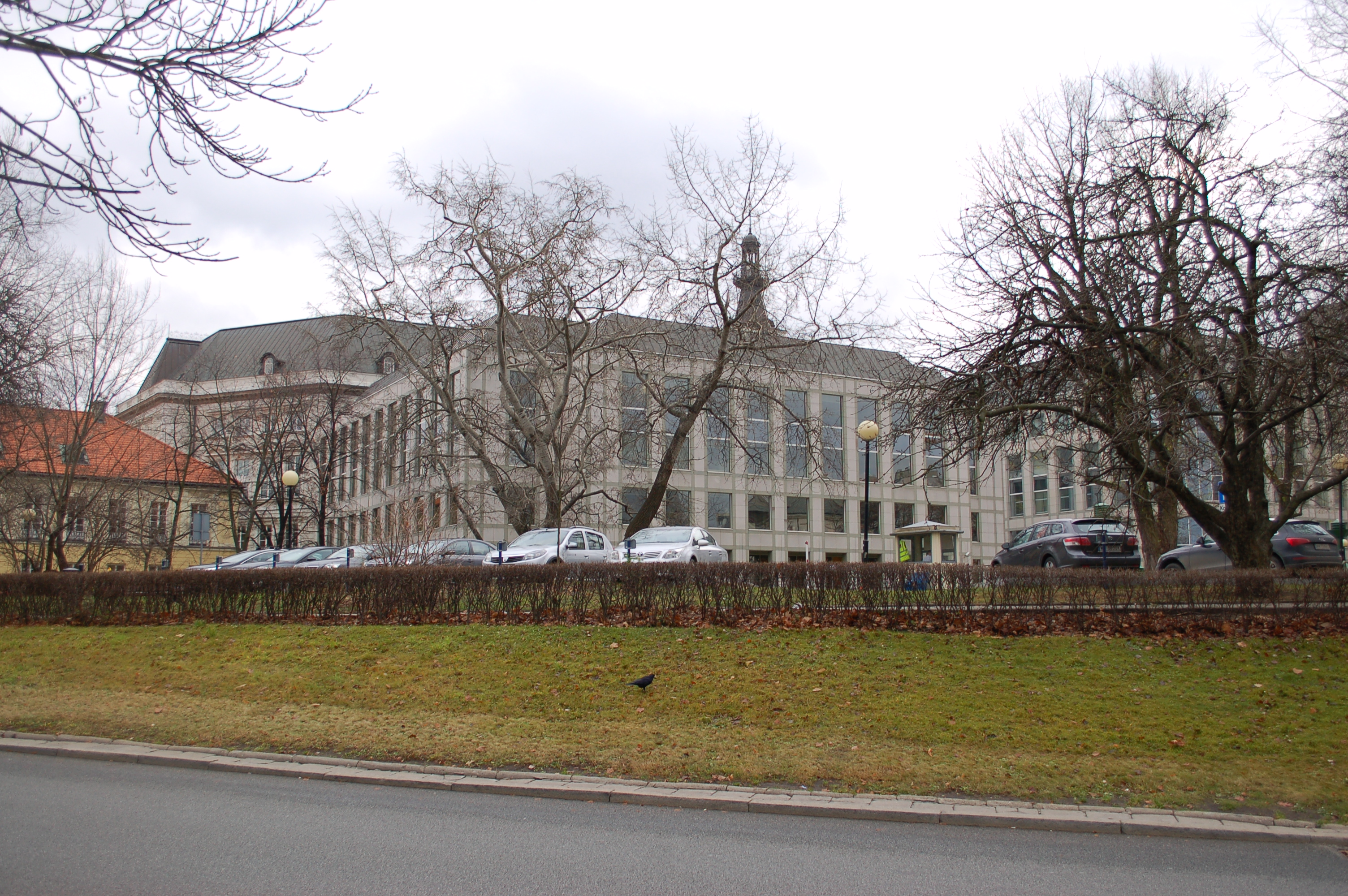
Die heutige, zur Trasa W-Z liegende, moderne Rückseite des Palastes

Der Jabłonowski-Palast (auch als Neues Rathaus bezeichnet, poln.: Pałac Jabłonowskich) befindet sich im Warschauer Innenstadtbezirk am Theaterplatz (polnisch: Plac Teatralny). Er ist nicht mit dem mitunter als Jabłonowski-Palais bezeichneten Stadtpalast in der Ulica Nowy Świat zu verwechseln. Das Gebäude, das als modernes Büro in den 1990er Jahren errichtet wurde, befindet sich an der Stelle des historischen Jabłonowski-Palastes und trägt an seiner dem Platz zugewandten Seite auch dessen Frontfassade im Stil der Neorenaissance. Abgesehen davon ist der Palast, der heute Sitz der deutsch-polnischen BRE Bank ist, ein moderner Zweckbau.

## Geographische Lage
Der Palast steht an der langen Nordseite des zentral gelegenen Warschauer Theaterplatzes, der hier von der Ulica Senatorska durchlaufen wird. Gegenüber dem Platz befindet sich das Teatr Wielki. Im Osten schließt sich der Blank-Palast und im Westen die ursprünglich im 18. Jahrhundert errichtete und ebenfalls in den 1990er Jahren wiederaufgebaute Andreas-Kirche (polnisch: Kościół św. Andrzeja) an, die heute als Seelsorgezentrum für Künstler dient.

## Geschichte
Der ursprüngliche Jabłonowski-Palast wurde in den Jahren 1773 bis 1785 für den polnischen Magnaten Antoni Barnaba Jabłonowski nach einem Entwurf von Giacomo Fontana von Domenico Merlini im barocken Stil errichtet. 1818 erwarb die Stadt Warschau das Gebäude und nutzte es nach einem von Friedrich Albert und Józef Grzegorz Lessel geleiteten Umbau von 1817 bis 1819 in Nachfolge des früheren, mittelalterlichen Rathauses am Altstadtmarkt als neues Rathaus. Um 1823 wurde auf dem Dach ein Türmchen zur Durchführung von optischer Telegrafie aufgesetzt.
Im Jahr 1863 wurde der Palast während des Januaraufstandes von Aufständischen in Brand gesteckt, um Steuerlisten zu vernichten. Bis 1870 wurde das Gebäude im Stil der französischen Neorenaissance wiederaufgebaut. Beim erweiternden Wiederaufbau nach Rafał Krajewski und Józef Orłowski wurde zusätzlich auch der links stehende Uhrenturm angefügt, der der hier nach dem Aufbau ebenfalls untergebrachten 2. Abteilung der Warschauer Feuerwehr (polnisch II Oddział Warszawskiej Straży Ogniowej) als Aussichtsturm diente. An Stelle des vormals westlich am Platz sich anschließenden Łagiewnicki-Hauses wurde ein weiterer Flügel an den Palast angebaut. Ebenso wurde das Dach neu gestaltet; nunmehr hoch ausgeführt, enthielt es Böden und mehrere kleine Giebel mit balkonähnlichen Austritten. In einem großen Neorenaissance-Saal tagte von nun an die Stadtversammlung, in einem Saal mit 25 Porträts bedeutender Polen der Magistrat und in einem nach Jan Dekert benannten Saal befand sich ein dem „Triumph der Wahrheit“ (polnisch: Tryumf Prawdy) von Marcello Bacciarelli (aus dem Primas-Palast) nachgeahmtes Deckengemälde.
Kurz vor Ausbruch des Zweiten Weltkrieges wurde das Rathaus grundsaniert. Dabei wurden unter Leitung von Oskar Sosnowski auch Umbauten und Erweiterungen vorgenommen, wie die Errichtung eines hinter dem Palast zur Ulica Daniłowiczowska liegenden großen, siebenstöckigen Anbaus.

### Zweiter Weltkrieg und Nachkriegszeit
Im September 1939 leitete Stadtpräsident Stefan Starzyński vom Rathaus aus die zivile Verteidigung Warschaus. Während des Warschauer Aufstandes wurde der Palast von deutschen Einheiten niedergebrannt; die verbliebene Ruine wurde im Jahr 1952 abgerissen. Nach dem Abriss dehnte sich an der Stelle ein weitläufiger Platz mit einem Denkmal der Warschauer Nike, das den Helden Warschaus, die während des Krieges gegen die Besatzer gekämpft hatten, gewidmet war.
In den Jahren 1995 bis 1997 wurde hier ein modernes Bürogebäude (Sitz der BRE Bank) errichtet, das zum Platz hin das Aussehen aus der Zeit vor 1936 erhielt, während die nicht sichtbaren andere Fassaden modern gestaltet sind. Die Innenräume wurden ebenfalls nach modernen Standards gestaltet, was dazu führt, dass die Stockwerke nicht der Höhe der Fenster an der Frontfassade entsprechen; vom Platz aus sind die Decken der jetzt niedrigeren Stockwerke hinter den hohen Fenstern der vormals höheren Stockwerke zu sehen. Im Tor unter dem Turm sind ein beim Wiederaufbau freigelegter Brunnen sowie Gussverzierungen des alten Rathauses zu sehen. Das aktuelle Rathaus der Stadt Warschau befindet sich im ehemaligen Palast der Regierungskommission für Einkünfte und Finanzen.